# Șevcenkivske, Kuibîșeve
Șevcenkivske (în ucraineană Шевченківське) este localitatea de reședință a comunei Șevcenkivske din raionul Kuibîșeve, regiunea Zaporijjea, Ucraina.

## Demografie
Componența lingvistică a localității Șevcenkivske
     Ucraineană (87,64%)
     Rusă (12,36%)
Conform recensământului din 2001, majoritatea populației localității Șevcenkivske era vorbitoare de ucraineană (87,64%), existând în minoritate și vorbitori de rusă (12,36%).